# 트리어 선제후국
트리어 선제후국(Kurfürstentum Trier, Électorat de Trèves) 또는 트리어 대주교국은 4세기 이래 신성 로마 제국에서 영향력 있는 고위 성직자이자 영주였다.
중세 샤를마뉴 시대부터 라인강가 일대를 영지로 소유하면서 트리어 대주교의 지위는 한층 높아졌으며, 14세기에는 트리어 대주교의 친척들이 연달아 황제로 선출되면서 영향력을 크게 확대하였다. 그리하여 1356년 카를 4세 황제가 제정한 1356년 금인칙서에 따라 마인츠 대주교, 쾰른 대주교과 더불어 신성 로마 제국의 성직 선제후로 지정받았다. 대주교령이 해체된 이후에는 주교구로 설정이 되었으며 현재는 쾰른 관구에 속하는 일반 주교구이다.